# Dirt Boss
 (avril 2017).
Si vous disposez d'ouvrages ou d'articles de référence ou si vous connaissez des sites web de qualité traitant du thème abordé ici, merci de compléter l'article en donnant les références utiles à sa vérifiabilité et en les liant à la section « Notes et références ».
Dirt Boss est un personnage de l'univers des Transformers.

## Transformers Armada
Il est un Mini-cans aux côtés de Downshift et Mirage. Ils fusionnent en bouclier ardent.
En mode alternative il est un van.

## Transformers: Cybertron
Il est un membre des Autobots de Velocitron.
En mode alternative il est un camion monstre.

## Transformers 2
Il est un constructicon aux côtés des Decepticons.
En mode alternative il est un chariot élévateur.

## Transformers: Animated
Il a été créé par la fusion d'un Cérébro pilote et un chariot élévateur par un Allspark.
Il est le chef des constructions.
En mode alternative il est un chariot élévateur.
Dans la saison 3, il est présumé mort avec Mixmaster à la fin de l'épisode "Le Troisième Constructicon", puisque dans l'épisode "Erreur Humaine Partie 2" seul Scrapper réapparaît. Et comme il n'y aura pas de saison 4, son sort final est inconnu. Cependant comme la saison 4 est annulée, il est présumé que Mixmaster, Scrapper et Dirt Boss sont morts comme Starscream : en ayant perdu leur fragment du AllSpark lorsque Prowl et Jazz le reconstitue dans Fin de Partie (partie 2).